# Rudolf Huna
Rudolf Huna (* 27. května 1980 Liptovský Mikuláš) je bývalý slovenský hokejový útočník, reprezentant a dvojnásobný mistr slovenské extraligy, ve které odehrál přes 700 utkání. K 330 utkáním nastoupil také v české extralize.

## Hráčská kariéra
Je odchovancem klubu HK 32 Liptovský Mikuláš, kde prošel všemi věkovými kategoriemi a v sezóně 1997/98 debutoval ve slovenské extralize. V týmu hrával do půlky sezóny 2003/04, poté odešel do ruského týmu CHK Neftěchimik Nižněkamsk hrající v ruské superlize. V klubu hrál do konce ročníku 2003/04, pak se vrátil zpět do mateřského týmu HK 32 Liptovský Mikuláš, jenž se připravoval na nový ročník ve slovenské extralize. Novou sezónu již začal v Liptovském Mikuláši ale v závěru ročníku se připojil ke švédskému týmu Leksands IF hrajícímu nižší ligu HockeyAllsvenskan. V základní části stihl za Leksands odehrát šest zápasů a v playoff deset zápasů a pomohl klubu se probojovat do nejvyšší švédské ligy Elitserien. V létě 2005 se dohodl na spolupráci s českým klubem HC Oceláři Třinec, kde strávil celou sezónu 2005/06. Po sezóně opět odcestoval za hranice, do německého klubu Füchse Duisburg, kde nastupoval do závěru ročníku 2006/07. V závěru ročníku se vrátil na Slovensko do týmu HC Košice, který v sezóně postoupil v playoff do semifinále. V Košicích strávil další tři sezóny (2007–10), během kterých s týmem vybojoval titul mistra slovenské extraligy v ročnících 2008/2009 a 2009/2010.
Po úspěšné sezóně 2009/10 se chtěl prosadit do ruského týmu Traktor Čeljabinsk, ale klub po čase přestal s Hunou počítat a musel si hledat nové angažmá. Nakonec se dohodl na smlouvě v nově založeném týmu HC Lev Poprad, ale rozhodnutí představenstva soutěže KHL zamítlo klubu hrát v lize. 18. srpna 2010 se dohodl na smlouvě s týmem HC Vítkovice Steel, kde strávil celý ročník 2010/11 a s týmem se probojoval do finále playoff, ve kterém prohráli nad jeho bývalým týmem HC Oceláři Třinec 1:4 na zápasy. Po sezóně se definitivně dohodl s klubem HC Lev Poprad, který sezónu 2011/12 hrál v lize KHL.. Za Lev Poprad vydržel hrát celý ročník a byla to jeho premiéra v KHL. Ale oproti loňské sezóně, kdy hrál za Vítkovice, se neprosazoval v kanadském bodování a po skončení ročníku mu vypršela smlouva. Kvůli dluhům v Popradu byl klub nucen zaniknout a nově založený klub HC Lev Praha, který Poprad nahradil, neměl o něj zájem. Poté si musel hledat nové angažmá a s vedením HC Vítkovice Steel se dohodl na spolupráci v trénování. Vedení Vítkovic bylo s Hunou spokojeno a nabídlo mu smlouvu.
V roce 2016 se vrátil zpátky do mateřského týmu MHk 32 Liptovský Mikuláš. V týmu se sešli všichni tři sourozenci Hunovi. Tým brázdil především ve spodní části tabulky, v závěru základní části sezony 2016/17 posílil HC Košice, který měl jistou účast v play off ze třetího místa. V play off odehrál šest zápasů, v nichž si připsal tři nahrávky, to nestačilo na postup do semifinále. K ročníku 2017/18 se vrátil do Liptovského Mikuláše, jeho sourozenci dvojčata Róbert a Richard naopak odešli do Kazachstánu. Jak z předešlé sezony tak i v sezoně 2017/18 museli s týmem bojovat v baráži o udržení extraligy. Rudolf Huna posílil před začátkem soutěže 2018/19 MsHK DOXXbet Žilina a byl jmenován kapitánem mužstva. V Žilinském kádru byl se 17 brankami druhý nejlepší střelec, ale ani to nepomohlo odvrátit sestup Žiliny do nižší soutěže. Do Liptovského Mikuláše se opět vrátil a působil v týmu do konce sezony 2020/21. Slovenského veterána zlákala Francie, dohodl se na dvouleté smlouvě s klubem Diables Rouges de Briançon.  V druhé sezoně za Briançon působil v roli zástupce kapitána.
Po konci angažmá ve francouzském klubu Diables Rouges de Briançon, byl Rudolf Huna v kontaktu se svým mateřským klubem MHk 32 Liptovský Mikuláš. V klubu měl začít ročník 2023/24, což nevyšlo a až do prosince 2023 byl bez angažmá. Udržoval se v tréninkovém procesu a 5. prosince 2023 přišla nabídka z českého druholigového celku HC Tábor, se kterým se nakonec dohodl a připojil se k týmu. Po sezoně měl zájem dál hrát, ale kluby kvůli jeho věku s nabídkami váhaly a Huna proto raději oznámil konec hráčské kariéry a v sezoně 2024/25 začal trénovat MHK Dolný Kubín, který hraje třetí nejvyšší slovenskou ligu.

## Osobní život
Huna má sourozence, dvojčata Róberta a Richarda, kteří také hrají profesionální lední hokej.

## Ocenění a úspěchy
- 2005 ČHL/SHL – Utkání hvězd české a slovenské extraligy
- 2005 Postup s týmem Leksands IF do SEL
- 2009 SHL – All-Star Team
- 2010 SHL – All-Star Team

## Prvenství

### ČHL
- Debut – 9. září 2005 (HC Oceláři Třinec proti Bílí Tygři Liberec)
- První asistence – 11. září 2005 (HC České Budějovice proti HC Oceláři Třinec)
- První gól – 13. září 2005 (HC Oceláři Třinec proti Vsetínská hokejová, finskému brankáři Sasu Hovi)

### KHL
- Debut – 12. září 2011 (Lev Poprad proti Metallurg Magnitogorsk)
- První asistence – 19. září 2011 (SKA Petrohrad proti Lev Poprad)
- První gól – 2. října 2011 (Lev Poprad proti Amur Chabarovsk, slovenskému brankáři Ján Lašák)

## Klubové statistiky
| Sezóna       | Klub                       | Soutěž       |     | Základní část | Základní část | Základní část | Základní část | Základní část |    | Play off | Play off | Play off | Play off | Play off |
| Sezóna       | Klub                       | Soutěž       | Z   | G             | A             | B             | TM            | Z             | G  | A        | B        | TM       |          |          |
| 1997/1998    | HK 32 Liptovský Mikuláš    | SHL          | 1   | 0             | 0             | 0             | 0             | —             | —  | —        | —        | —        |          |          |
| 1998/1999    | HK 32 Liptovský Mikuláš    | SHL          | 2   | 0             | 0             | 0             | 0             | —             | —  | —        | —        | —        |          |          |
| 1999/2000    | HK 32 Liptovský Mikuláš    | SHL          | 12  | 2             | 2             | 4             | 12            | —             | —  | —        | —        | —        |          |          |
| 2000/2001    | HK 32 Liptovský Mikuláš    | SHL          | 51  | 7             | 7             | 14            | 18            | 3             | 0  | 3        | 3        | 0        |          |          |
| 2001/2002    | HK 32 Liptovský Mikuláš    | SHL          | 42  | 9             | 1             | 10            | 6             | —             | —  | —        | —        | —        |          |          |
| 2002/2003    | HK 32 Liptovský Mikuláš    | SHL          | 46  | 11            | 12            | 23            | 24            | —             | —  | —        | —        | —        |          |          |
| 2003/2004    | HK 32 Liptovský Mikuláš    | SHL          | 33  | 18            | 11            | 29            | 8             | —             | —  | —        | —        | —        |          |          |
| 2003/2004    | CHK Neftěchimik Nižněkamsk | RSL          | 20  | 2             | 2             | 4             | 4             | 1             | 0  | 0        | 0        | 0        |          |          |
| 2004/2005    | HK 32 Liptovský Mikuláš    | SHL          | 44  | 18            | 19            | 37            | 16            | —             | —  | —        | —        | —        |          |          |
| 2004/2005    | Leksands IF                | HAll         | 6   | 3             | 3             | 6             | 2             | 10            | 2  | 1        | 3        | 0        |          |          |
| 2005/2006    | HC Oceláři Třinec          | ČHL          | 45  | 8             | 10            | 18            | 28            | 3             | 2  | 0        | 2        | 0        |          |          |
| 2006/2007    | Füchse Duisburg            | DEL          | 44  | 11            | 8             | 19            | 34            | —             | —  | —        | —        | —        |          |          |
| 2006/2007    | HC Košice                  | SHL          | 5   | 4             | 1             | 5             | 10            | 11            | 3  | 4        | 7        | 8        |          |          |
| 2007/2008    | HC Košice                  | SHL          | 51  | 20            | 23            | 43            | 46            | 19            | 5  | 11       | 16       | 0        |          |          |
| 2008/2009    | HC Košice                  | SHL          | 56  | 31            | 41            | 72            | 26            | —             | —  | —        | —        | —        |          |          |
| 2009/2010    | HC Košice                  | SHL          | 47  | 24            | 25            | 49            | 16            | 16            | 6  | 7        | 13       | 2        |          |          |
| 2010/2011    | HC Vítkovice Steel         | ČHL          | 52  | 18            | 19            | 37            | 16            | 16            | 2  | 0        | 2        | 4        |          |          |
| 2011/2012    | Lev Poprad                 | KHL          | 49  | 2             | 5             | 7             | 14            | —             | —  | —        | —        | —        |          |          |
| 2012/2013    | HC Vítkovice Steel         | ČHL          | 52  | 23            | 14            | 37            | 12            | 10            | 4  | 1        | 5        | 6        |          |          |
| 2013/2014    | HC Vítkovice Steel         | ČHL          | 51  | 23            | 14            | 37            | 6             | 8             | 1  | 1        | 2        | 0        |          |          |
| 2014/2015    | HC Vítkovice Steel         | ČHL          | 47  | 16            | 7             | 23            | 20            | 4             | 1  | 1        | 2        | 2        |          |          |
| 2015/2016    | HK Poprad                  | SHL          | 14  | 5             | 4             | 9             | 48            | —             | —  | —        | —        | —        |          |          |
| 2015/2016    | HC Energie Karlovy Vary    | ČHL          | 36  | 9             | 6             | 15            | 10            | —             | —  | —        | —        | —        |          |          |
| 2016/2017    | MHk 32 Liptovský Mikuláš   | SHL          | 43  | 12            | 13            | 25            | 60            | —             | —  | —        | —        | —        |          |          |
| 2016/2017    | HC Košice                  | SHL          | 7   | 3             | 3             | 6             | 2             | 6             | 0  | 3        | 3        | 0        |          |          |
| 2017/2018    | MHk 32 Liptovský Mikuláš   | SHL          | 41  | 13            | 10            | 23            | 44            | —             | —  | —        | —        | —        |          |          |
| 2018/2019    | MsHK DOXXbet Žilina        | SHL          | 56  | 17            | 22            | 39            | 26            | —             | —  | —        | —        | —        |          |          |
| 2019/2020    | MHk 32 Liptovský Mikuláš   | SHL          | 45  | 9             | 15            | 24            | 24            | —             | —  | —        | —        | —        |          |          |
| 2020/2021    | MHk 32 Liptovský Mikuláš   | SHL          | 47  | 12            | 19            | 31            | 16            | —             | —  | —        | —        | —        |          |          |
| 2021/2022    | Diables Rouges de Briançon | LM           | 39  | 22            | 17            | 39            | 6             | —             | —  | —        | —        | —        |          |          |
| 2022/2023    | Diables Rouges de Briançon | LM           | 24  | 6             | 8             | 14            | 8             | —             | —  | —        | —        | —        |          |          |
| 2023/2024    | HC Tábor                   | 2.ČHL        | 22  | 10            | 14            | 24            | 6             | 9             | 2  | 3        | 5        | 0        |          |          |
| Celkem v ČHL | Celkem v ČHL               | Celkem v ČHL | 97  | 26            | 39            | 55            | 44            | 19            | 4  | 0        | 4        | 4        |          |          |
| Celkem v SHL | Celkem v SHL               | Celkem v SHL | 392 | 145           | 143           | 288           | 172           | 67            | 23 | 34       | 57       | 24       |          |          |

## Turnaje v Česku
| Rok    | Tým                | Liga         | Z | G | A | B | TM |
| ------ | ------------------ | ------------ | - | - | - | - | -- |
| 2010   | HC Vítkovice Steel | Tipsport Cup | 1 | 0 | 0 | 0 | 0  |
| Celkem | Celkem             | Celkem       | 1 | 0 | 0 | 0 | 0  |